# Syringa sweginzowii
Syringa sweginzowii är en syrenväxtart som beskrevs av Emil Bernhard Koehne och Alexander von Lingelsheim. Syringa sweginzowii ingår i släktet syrener, och familjen syrenväxter. Inga underarter finns listade i Catalogue of Life.